# 東シベリア・太平洋石油パイプライン
東シベリア・太平洋石油パイプライン（ひがしシベリア・たいへいようせきゆパイプライン、ロシア語: Нефтепровод "Восточная Сибирь - Тихий океан" (ВСТО)、英語: Eastern Siberia–Pacific Ocean oil pipeline、ESPOパイプライン ）は、ロシア産原油をアジア太平洋地域（日本、中国、韓国）へ輸送する石油パイプライン。2009年12月に東シベリアのイルクーツク州タイシェット（タイシェト）からスコボロディノまでの第1期工事 (ESPO-1) が完成、2010年9月には中国大慶市への支線が開通して、中国への原油供給が2011年1月から行われている。スコボロディノからコズミノ港までの第2期工事 (ESPO-2) は2014年に完了する予定で、この工事中はスコボロディノから鉄道輸送でコズミノ港ターミナルまで原油が輸送されている。ロシア国営石油パイプライン企業トランスネフチがパイプライン建設にあたった。

## 沿革

東シベリア・太平洋石油パイプラインについて会談するメドベージェフ大統領（左）とトランスネフチ社ニコライ・トカレフ社長。 (2008年)

1998年、ロシアの民間石油会社「ユコス」が、同社の精油所がある東シベリアのイルクーツク州アンガルスクから中国北部大慶市への自社石油パイプライン敷設を計画したところ、これに対抗する形で国営石油パイプライン企業トランスネフチが2000年にイルクーツク州タイシェットから極東ナホトカ近郊のコズミノへのパイプライン敷設計画を発表した。2003年5月、ロシア政府は両者のパイプライン敷設計画を統合して東シベリア・太平洋パイプラインを建設する決定を下し、ユコスが原油の供給、トランスネフチがパイプライン建設を担当するパイプラインプロジェクトが発足した。2003年5月29日、ロシアと中国はパイプライン建設合意書に署名し、2004年12月31日、ロシア政府は　東シベリアの町タイシェットから太平洋沿岸のペレヴォズナヤ湾 (Бухта Перевозная) までのパイプライン建設計画を承認した。
パイプライン建設工事は2006年4月に始まり、2008年10月4日にはタイシェットからタラカンまでの敷設を終えた。第1期のパイプライン敷設工事は2009年5月に完了、第1期分の工事全体も2009年12月に完了し、2009年12月28日、コズミノ港ターミナルでウラジーミル・プーチン首相も出席した開通式典が執り行われた。
2009年2月、ロシアと中国は ESPOパイプラインから中国への支線建設合意書に署名した。内容は年間1,500万トン（1日あたり30万バレル）の原油を20年間、計3億トン中国側に供給するというもので、中国開発銀行がロスネフチに150億ドル、トランスネフチに100億ドルの低利融資というロシア側に有利な融資を行ったことで実現したものである。中国向け支線の建設工事はロシア領内では2009年4月27日、中国領内では2009年5月18日に開始され、2011年1月1日、ロシアから中国向けの原油供給が始まった。

## ルート
ESPOパイプラインの本線ルートは、タイシェット - カザチンスコエ - スコボロディノ - コズミノ港で、パイプライン全長は4,857 kmに及ぶ。タイシェットからスコボロディノまでの2,757 kmがパイプライン第1期工事 (ESPO-1) と呼ばれ、スコボロディノからコズミノへの2,100 km分が第2期工事（ESPO-2）、さらにスコボロディノから中国漠河県を経由して大慶市への支線が敷設されている。なお環境保護団体の抗議運動もあり、パイプラインのルートは当初計画のブリヤート共和国を通過するルート代りに、バイカル湖の40 km北側、サハ共和国を通過する形に修正された。
また、このESPO石油パイプラインと並行するヤクーチャ・ハバロフスク・ウラジオストク天然ガスパイプラインも建設される予定である。

## 技術的特徴
当初計画によるとパイプライン直径は1,220-ミリメートル (48 in)で一日60万バレルの流量であるが、2016年までにパイプラインの容量は一日100万バレル、2025年までには一日160万バレルまで拡張することが計画されている。中国支線への流量は一日30万バレルで、ロシア側の建設コストは6億ドルとされている。
パイプラインにはポンプ・ステーション（増圧施設）が32カ所設けられ、うち13か所には総量267万 m3の貯油槽が設置される。また、ポンプ・ステーションへの電力を供給するため、サハ共和国のオリョークミンスクにESPOパイプラインの石油を燃料とする出力35 メガワットの極地仕様設計火力発電所が建設された。コズミノ港ターミナルには容量35万 m3の貯油槽が設けられ、ターミナルの積出能力は一日30万バレルである。
第1期工事の建設費用は122億7千万ドルになり、輸出ターミナル建設費用は17億4千万ドルにのぼる。

## 建設工事

### 第1期工事 (ESPO-1)
イルクーツク州タイシェットからアムール州スコボロディノまで、全長 2,757 kmに及ぶ第1期工事 (ESPO-1) は、システマ・スペクストロイ社、クラスノダルストロイトランスガス社、ボストクストロイ社、アメルコ・インターナショナル社、IP Set Spb社によって建設された。2008年夏にはパイプライン増圧施設用発電所に仕様されるバルチラ社製16V32エンジン5基が設置された。パイプライン第1期工事の建設コストは総額122億7千万ドル、輸出ターミナル建設費用は17億4千万ドルで、工事は2009年12月に完了した。

### 第2期工事（ESPO-2）
スコボロディノから太平洋沿岸部まで、全長2,100 kmの第2期工事 (ESPO-2) は第1期工事の後建設が開始され、2014年までに工事完了の予定である。ESPO-2 の工事が完了するまでは、スコボロディノからコズミノまで鉄道で原油が輸送されている。

### 中国支線

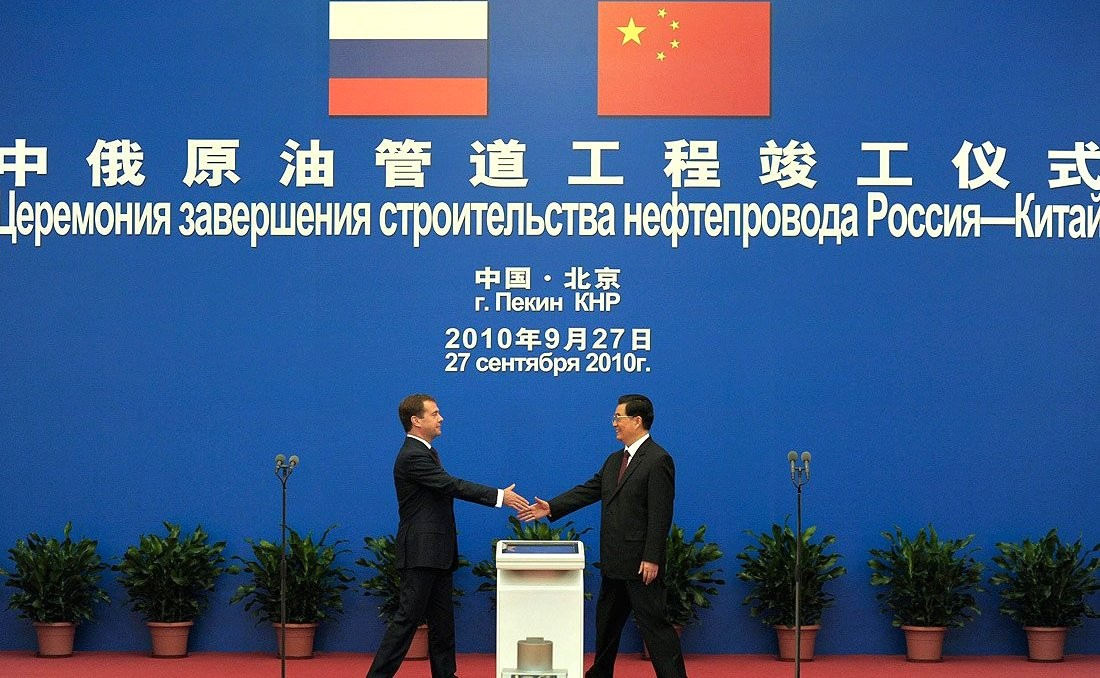
2010年9月27日、スコボロディノ・大慶石油パイプライン開通式典のメドヴェージェフ大統領（左）と胡錦濤国家主席。

スコボロディノからロシア・中国国境アムール川までのパイプライン支線64 km分はトランスネフチ社が建設し、国境から大慶市までの992 km分は中国石油天然気集団が建設を担当し、支線の建設工事は2010年9月に完了した。
2017年5月にはこのパイプラインを通じた中国の原油輸入量が1億トンを超え、2017年11月に941.8 kmの第2ルート建設の工事も完了して年間3,000万トンの供給が可能になった。

## 供給源
ESPOパイプラインへの原油供給は、シベリア西部のトムスク州とハンティ・マンシ自治管区・ユグラから現存するオムスク・イルクーツク石油パイプラインによってタイシェットまで輸送され、その後タイシェットで東シベリア産の原油も供給される。初期計画ではロスネフチが2,200万トン、スルグトネフテガスが800万トンを供給する予定である。

## 問題

### 横領疑惑
2010年11月、トランスネフチ社の少数株主でもある活動家アレクセイ・ナワルニーは、パイプライン建設費用のうち40億ドルが横領・着服されたと告発した。トランスネフチ社社長ニコライ・トカレフはこの横領疑惑を否定している

### 中国代金未払い問題
中国への原油供給は2011年1月に開始されたが、その1月分の原油代金について、中国側が一方的に代金を減額して支払うという問題が発生した。これは、中国側がタイシェットからアムール川漠河県までの価格がタイシェットからコズミノまでの価格と同じ1バレル約8.3ドルであるのは不当とし当該分を減額して支払ったもので、ロスネフチとトランスネフチは提訴の準備もしたが、2012年2月、ロスネフチが1バレル1.5ドルの値引きを提示して合意がなされ、中国側は2011年1月以来の未納金1億3千万ドルを支払い解決した。